# Groß Eichholz

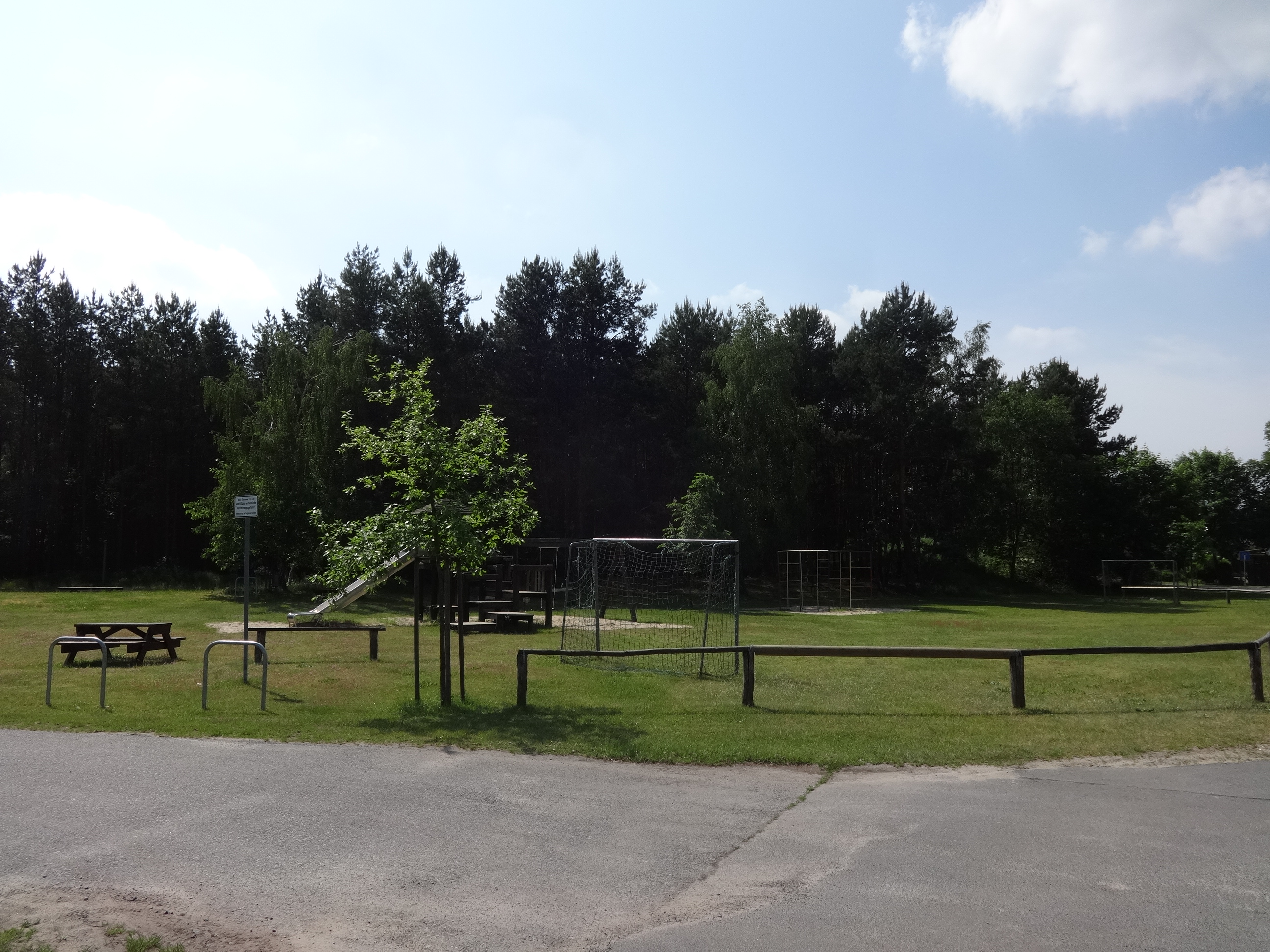
Spielplatz

Groß Eichholz (niedersorbisch Dubina) ist ein Ortsteil der Stadt Storkow (Mark) im Landkreis Oder-Spree (Brandenburg). Bis zur gesetzlich verordneten Eingliederung in die Stadt Storkow (Mark) zum 26. Oktober 2003 war Groß Eichholz eine eigenständige Gemeinde. Groß Eichholz liegt im Naturpark Dahme-Heideseen.

## Geographie
Groß Eichholz liegt an der L74 zwischen Münchehofe und Kehrigk. Die Gemarkung grenzt im Nordosten an Bugk, im Osten an Kehrigk (beide Orte sind Ortsteil der Stadt Storkow (Mark)), im Südosten an Alt-Schadow (Ortsteil der Gemeinde Märkische Heide), im Süden an Neuendorf am See (Ortsteil der Gemeinde Unterspreewald) und im Südwesten, Westen und Nordwesten an Münchehofe. Südöstlich des Ortskerns von Groß Eichholz liegt der Wohnplatz Kolonie Eichholz, an der Grenze zur Gemarkung Neuendorf am See der inoffizielle Wohnplatz Forsthaus Lubolz. Im Südosten umschließt die Gemarkung die zu Neuendorf am See gehörige Exklave Wutscherogge.
Die gesamte Gemarkung besteht aus meist sehr trockenen Sandböden. Deshalb gibt es keine permanenten Fließgewässer. Sehr kleine Teiche haben sich im nördlichen Teil des Naturschutzgebietes Laie-Langes Luch gebildet. Vom Moorgebiet Langes Luch führt ein Graben zu einem zweiten kleineren Luch-Gebiet in der südöstlichen Ecke der Gemarkung, der aber nicht permanent Wasser führt. Im Südosten grenzt die Gemarkung an den Neuendorfer See. Höchste Erhebung ist der südöstlich der kolonie Eichholz liegende Gurraberg mit 70,9 m.

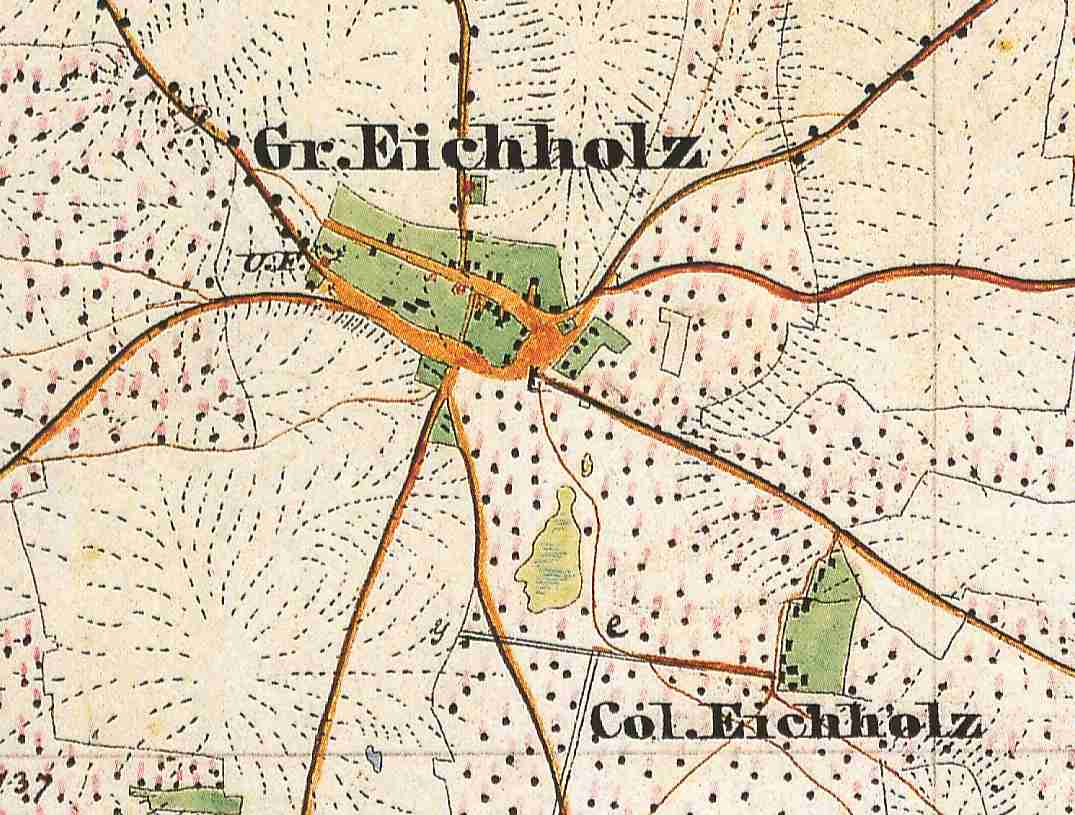
Groß Eichholz auf dem Urmesstischblatt 3849 Alt-Schadow von 1846

## Geschichte
Groß Eichholz wurde 1376 zum ersten Mal urkundlich als „Moncheichholcz“ erwähnt. Der damalige Name dürfte darauf hindeuten, dass der Ort von Mönchen angelegt worden ist. Nach der Ortsstruktur ist Groß Eichholz ein Breitgassendorf mit Gut.
1209 schenkte der damalige lausitzische Markgraf Konrad II. dem Zisterzienser-Kloster Pforta umfangreiche Ländereien bei und südlich von Görsdorf b. Storkow. Die betreffende Urkunde ist zwar eine ungesiegelte Abschrift aus der Mitte oder der zweiten Hälfte des 13. Jahrhunderts, der Inhalt wird jedoch als echt bewertet Verschiedene Autoren, zuletzt wieder Lutz Kühne, haben darauf hingewiesen, dass die umfangreiche Schenkung möglicherweise zur Gründung eines zweiten Klosters in der damaligen Mark Lausitz gedacht war. Vermutlich durch den Tod Konrads II. 1210 kam es aber nicht dazu. Die Ortsnamen wie auch die Erwähnung von Eichengehölzen in der Urkunde deuten darauf hin, dass Münchehofe, Birkholz, Groß und Klein Eichholz Klostergründungen sind.
1576 lebten 16 Bauern und ein Kossät in Groß Eichholz. 1600 wird die Größe der landwirtschaftlich nutzbaren Fläche mit 34 Hufen angegeben. Außerdem gab es einen Kossäten und einen Hirten im Dorf. Das Dorf scheint vom Dreißigjährigen Krieg sehr stark in Mitleidenschaft gezogen worden zu sein, denn 1692 waren von den insgesamt 16 Bauerngütern immer noch 12 nicht wieder besetzt. Lediglich ein Dreihufengut und zwei Zweihufengüter waren in Bewirtschaftung. Dazu kamen noch ein Kossät und ein Pachtschäfer. Auf der Gemarkung hatten die Bewohner ausreichend Brennholz und konnten Schafe halten, soviel sie „ausfüttern“ konnten. 1720 war ein Rittergut entstanden, vermutlich aus eingezogenen Bauerngütern. 1745 lebten acht Kossätenfamilien in Groß Eichholz. 1775 wird die Zahl der Bewohner mit sieben Kossäten und neun Büdnern angegeben. In der Schmettauschen Karte von 1767/87 ist südöstlich und etwas außerhalb des Ortskern ein Braukrug verzeichnet. 1786 wurde die Kolonie Groß Eichholz angelegt. 1801 waren es sieben „Ganzkossäten“ und 15 Einlieger. Es gab einen Krug und eine königliche Unterförsterei im Dorf außerdem das Amtsvorwerk. Die Kolonie Groß Eichholz zählte zehn Wohnhäusern. Das Dorf insgesamt zählte 27 Feuerstellen (= Wohnhäuser). 1837 war diese Zahl auf 32 Wohnhäuser angewachsen. 1858 wurden im Dorf 33 Wohnhäuser und 55 Wirtschaftsgebäude registriert. Im Vorwerk standen vier Wohngebäude und 6 Wirtschaftsgebäude. Das Forsthaus wurde als öffentliches Gebäude gerechnet, zudem zwei Wirtschaftsgebäude gehörten. 1900 war der Wohnhausbestand auf 29 angestiegen, 1931 auf 43 Wohnhäuser.
Nach dem Zweiten Weltkrieg wurden 136 ha aus der staatlichen Domäne verteilt, an elf Landarbeiter und landlose Bauern 59 ha, an 24 landarme Bauern 74 ha und an den Ausschuss für gegenseitige Bauernhilfe 3 ha. 1958 gründete sich eine Landwirtschaftliche Produktionsgenossenschaft vom Typ I mit zunächst 8 Mitgliedern und 60 ha landwirtschaftlicher Nutzfläche. Die LPG wurde bereits 1959 in eine LPG Typ III umgewandelt. 1960 hatte sie bereits 58 Mitglieder und bewirtschaftete 363 ha Nutzfläche. 1968 wurde sie an die LPG Münchehofe angeschlossen. 1978 hatte die Oberförsterei Schwenow-Reiserholzplatz ihren Sitz in Groß Eichholz.

### Politische Geschichte
Groß Eichholz gehörte im Mittelalter und frühen Neuzeit zur Herrschaft Storkow. 1815 wurde sie mit dem Kreis Teltow zum Kreis Teltow-Storkow vereinigt. 1835 wurde dieser Zusammenschluss rückgängig gemacht; aus den früheren Herrschaften Beeskow und Storkow wurde nun der Kreis Beeskow geschaffen, der bis 1950 Bestand hatte. Von 1950 bis 1952 gehörte Groß Eichholz für kurze Zeit zum Kreis Fürstenwalde, ab 1952 zum neuen Kreis Beeskow. In der Kreisreform von 1993 wurde dieser mit der kreisfreien Stadt Eisenhüttenstadt und den Landkreisen Eisenhüttenstadt und Fürstenwalde zum Landkreis Oder-Spree fusioniert.
1376 besaßen die v. Queis auf Groß Schauen die Hebungen von sechs Bauern in Groß Eichholz. 1489 war es nur noch ein Bauer, und die v. Queis hatten die niedere und obere Gerichtsbarkeit über diesen Bauern. Bereits vor 1509 war dieser Besitztitel an die v. Kanitz übergegangen. 1509 ist er im Besitz der v. Lawaldt in Klein Rietz bzw. Kablow. Schon vor 1556 hatten die v. Quast die Hebungen eines Bauern erworben, der zur Pfarre in Groß Schauen gehörte. 1556 war dieser Anteil von den v. Langen in Münchehofe erworben worden. Das Dorf selber gehörte schon vor 1485 den v. Langen in Münchehofe bzw. Neuendorf am See. 1644 verkaufte Moritz Ernst v. Lange das Dorf an seinen Schwiegersohn Hans XIV. von Rochow zu Plessow. Doch bereits 1648 tauschte dieser Neuendorf am See, Groß Eichholz und Schwerin gegen das Dorf Stülpe von Gottfried v. Hake ein. Die v. Hake konnten den Besitz bis 1663 behaupten. 1663 erwarb Alexander von Stutterheim Neuendorf und Groß Eichholz. Ihm folgte Seifried Wilhelm von Stutterheim, der am 23. April 1701 im Alter von nur 41 Jahren gestorben war. Danach kam Caspar Sigismund von Stutterheim, der am 29. Dezember 1686 geboren, und am 2. Februar 1727 in Groß Eichholz gestorben war, wie die gut lesbar Inschrift seiner Grabplatte besagt, die an der Ostseite der Münchehofer Kirche angebracht ist. Er war mit Anna Hedwig von Oppen verheiratet. Der „Soldatenkönig“ Friedrich Wilhelm I. kaufte Groß Eichholz für 17.125 Talern am 15. Juni 1729 von Nicolaus Friedrich von Stutterheim. Er wies den Ort dem Amt Münchehofe zu. 1811 wurde das Vorwerk erbverpachtet, später zu freiem Eigentum verkauft. 1837 gehörte es einem gewissen Schubke. 1841 war es in den Besitz eines A. Buchholz übergegangen. 1854 gehörte das Gut einem Heinrich Steinhausen. Das Amt Münchehofe wurde 1824 mit dem Amt Buchholz zusammen verwaltet und 1872 aufgelöst. Das Vorwerk wurde 1858 für das königliche Hausfideikommiss zurückgekauft. Der Gutsbezirk wurde 1928 aufgelöst und mit dem Gemeindebezirk zur Gemeinde Groß Eichholz vereinigt. Nach der Wende schloss sich Groß Eichholz 1992 mit 12 anderen Gemeinden und der Stadt Storkow (Mark) zum Amt Storkow (Mark) zusammen. Am 26. Oktober 2003 wurde Groß Eichholz per Gesetz nach Storkow (Mark) eingemeindet und das Amt Storkow (Mark) aufgelöst.
| Jahr      | 1774 | 1801 | 1817 | 1837 | 1858 | 1895 | 1925 | 1939 | 1946 | 1964 | 1971 | 1981 | 1991 | 2002 | 2011 | 2021 |
| Einwohner | 70   | 165  | 143  | 217  | 253  | 263  | 324  | 197  | 278  | 194  | 150  | 125  | 106  | 136  | 139  | 138  |

### Kirchliche Geschichte
Groß Eichholz war immer eingekircht in Münchehofe.

## Naturschutz
Die gesamte Gemarkung von Groß Eichholz gehört zum Landschaftsschutzgebiet Dahme-Heideseen. Der größte Teil der Gemarkung ist bewaldet; der südliche Teil, südlich der Kolonie Eichholz ist ein geschlossenes Waldgebiet. In diesem Teil liegt das 88 ha große Naturschutzgebiet Laie-Langes Luch, das 2002 auf Verordnung des Ministers für Landwirtschaft, Umweltschutz und Raumordnung eingerichtet wurde.

## Freizeit, Tourismus, Sport
Durch die Nähe zum Waldgebiet bildet Groß Eichholz einen Ausgangspunkt für Jäger, Wanderer und Radfahrer.